# K*WEST
K*WEST（けいうえすと、1973年12月7日 - ）は、日本のAV監督。痴女AVを撮り続けるフリーのAV監督である。

## 来歴
- 2001年、ワープエンタテインメントに入社[2]。
- 2002年、『裏★淫語　渡瀬晶』でAV監督デビュー[2]。
- 2006年、ドグマに移籍[2]。
- 同年、D-1 クライマックスに、監督作品『アドリブ痴女トリプルライブ』（ドグマ）をエントリー。
- 2007年、D-1 クライマックスに、監督作品『陵辱の迷宮 黒人・小便・ドロ責めレイプ　松野ゆい』（ドグマ）をエントリー。
- 同年、フリーのAV監督となる。
- 同年、AV OPEN 2007 で、監督作品『熱吻ブラック』（ワープエンタテインメント）がリリー・フランキー名誉総裁賞を受賞。
- 2008年、AVグランプリ 2008 に、監督作品『現役東●生の挿入十番勝負とギリギリモザイク　橘れもん』（ワープエンタテインメント）をエントリー[3]。
- 2011年、秋秀人（Hideto Aki）、沢庵、カンパニー松尾との共同監督作品『デビュー3周年記念スペシャル 藤井シェリーと4人の監督と4本番』（KMP）をリリース。

## 人物
- 大学時代、映画研究会に入り、自主映画の製作に励んでいた[2]。
- 好きな映画は『ロッキー』[2]。
- ワープエンタテインメントの初期の二大看板シリーズ『ドリームシャワー』と『「痴」女優』を見て、カルチャーショックを受けた[2]。
- すごいなと思ったAVは、『男を玩具（おもちゃ）にする女。 清水かおり』（鷲本ひろし監督（アロマ企画）作品、ワープエンタテインメント、2001年）[4]。
- 趣味：チャリ、温泉[1]
- 好きな場所 / 好きな色：リゾート地 / 紅白[1]
- 好きな食べ物 / 苦手な食べ物：焼肉 / 貝[1]
- 好きな動物：龍[1]
- 好きな言葉 / 座右の銘：初心忘るべからず[1]
- 2021年度は耳舐めささやき淫語フェチを自称する[5]。

## 監督作品
- 『裏★淫語　渡瀬晶』（ワープエンタテインメント、2002年6月19日）
- 『クラスで人気の尻ペット　森町ここみ』（ワープエンタテインメント、2002年10月4日）
- 『アドリブ痴女トリプルライブ』（ドグマ、2006年9月19日）倖田李梨、SARINA、あいら
- 『熱吻ブラック』（ワープエンタテインメント、2007年5月3日）Marin.、志保
- 『陵辱の迷宮 黒人・小便・ドロ責めレイプ　松野ゆい』（ドグマ、2007年9月19日）
- 『現役東●生の挿入十番勝負とギリギリモザイク　橘れもん』（ワープエンタテインメント、2007年12月1日）
- 『宅配痴女』シリーズ[1]（ドグマ、2009～2013年）- 晶エリー、浜崎りお、RUMIKA、妃乃ひかり、つぼみ、泉麻那、音羽レオン、紗奈、今村美穂、哀川りん、北川エリカ、琥珀うた、愛内希、森ななこ、青木美空、小坂めぐる、黒田京子、風間ゆみ
- 『チンポコ・マグニチュード』シリーズ[1]（ドグマ、2009～2014年）- 大沢佑香、妃乃ひかり、鮎川なお、佐伯奈々、川上ゆう、星野あかり、北条麻妃、RUMIKA、上条めぐ、樹花凜、松すみれ、今村美穂、水沢真樹、結城みさ、Maika、竹内紗里奈、澤村レイコ、小泉真希、仲丘たまき、風間ゆみ、森ななこ、大槻ひびき
- 『貴方のアナニーたすけてアゲル　管野しずか』（ワープエンタテインメント、2010年9月5日）
- 『やりまん女』シリーズ[1]（ドグマ、2011年） - 宮坂レイア、桜りお、永沢まおみ
- 『デビュー3周年記念スペシャル 藤井シェリーと4人の監督と4本番』（KMP、2011年10月14日）
- 『○○キス魔少女』シリーズ[4]（ドグマ、2011～2012年）- 仁科百華、絵色千佳、桃音まみる、愛花沙也、南梨央奈、宇佐美なな
- 『性感エステ×フルコース　白石茉莉奈』[2]（SODクリエイト、2014年6月5日）
- 『白石茉莉奈　濃密ベロキス発情エステ』[2]（SODクリエイト、2015年8月20日）
- 『ガックガクの女』シリーズ[4]（ドリームチケット、2014～2016年）- 夏目優希、長谷川リホ、神波多一花、紺野ひかる、水野朝陽、飯岡かなこ、香山美桜、KAORI、夏希みなみ、七原あかり、卯水咲流、涼川絢音、丘咲エミリ

他多数

### ネット記事
- 鼎談痴女論　大熊金太郎 K★WEST - VOBO ECSTASY WEB MAGAZINE